# Igreja Matriz de Piraí do Sul
A Igreja Matriz do Senhor Menino Deus ou Igreja Matriz de Piraí do Sul é um templo religioso católico localizado no município brasileiro de Piraí do Sul, no estado do Paraná. Circunscricionalmente, o município sedia a Paróquia Senhor Menino Deus, subordinada à Diocese de Ponta Grossa. A igreja possui estilo eclético e foi construída em 1859, dez anos da após a expedição da permissão para sua construção. Desde então ocorreram inúmeras reformas. O templo também foi a sede da primeira Câmara, pois quando Piraí do Sul passou de freguesia para vila não havia local próprio para as reuniões. A festa do Senhor Menino Deus é realizada na ocasião do Natal, com novenas, procissões, celebrações religiosas católicas e apresentações artísticas.

## História

### Senhor Menino Deus

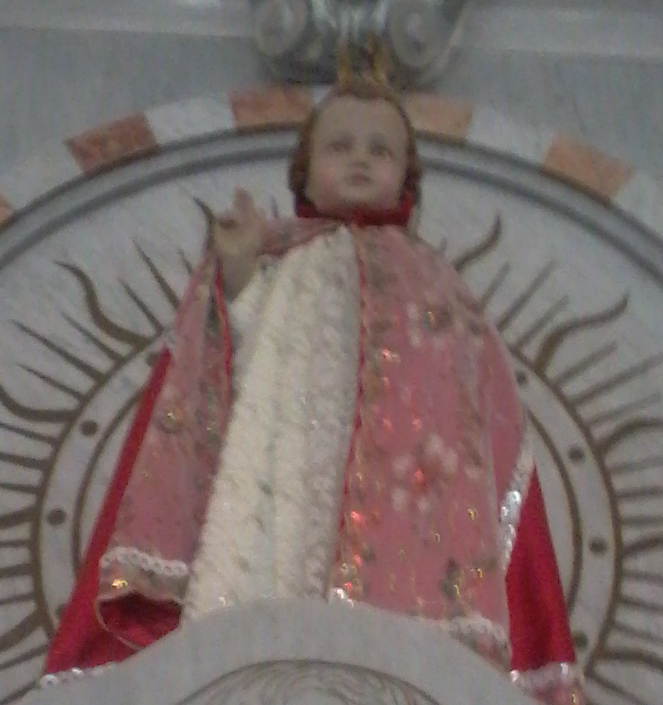
Imagem do Senhor Menino Deus no altar da Igreja Matriz de Piraí do Sul.

Sabe-se que o culto do Senhor Menino Deus na região onde atualmente é o município de Piraí do Sul já era praticado por Manoel da Rocha Carvalhais e sua esposa Josefa Rodrigues Coutinho desde meados do século XVIII, pois estes possuíam um oratório ao lado de sua propriedade, que ficou conhecido como oratório do Senhor Menino Deus de Piraí, onde eram realizadas festividades religiosas, com os demais moradores da região. Após a morte de Manoel e Josefa, quem continuou a atividade religiosa foram Manoel da Costa Ferreira e Ana Mendes Tenória, que construíram uma igreja no local denominado Campo Comprido, sob a invocação de Nossa Senhora de Santa Ana.
Após o falecimento de Manoel da Costa Ferreira e Ana Mendes Tenória seus bens fora inventariados e passaram para a posse de várias pessoas, até que foram comprados pelo tenente Bernardo Moreira Paes, em 28 de janeiro de 1823, ao qual ficou com a posse da igreja. O tenente Bernardo que havia adquirido os bens de Manoel da Costa Ferreira e Ana Mendes Tenória e por consequência a igreja construída por estes, onde também eram feitas festas para o Senhor Menino Deus, não fez mais essas festas na capela da região de Campo Comprido, para prestigiar as festas do oratório do Senhor Menino Deus de Piraí.
Por meio de Bernardino Rodrigues de Almeida chegou uma imagem do Senhor Menino Deus em Piraí do Sul, no ano de 1805, esse cidadão era condutor de tropas entre Viamão, nos pampas gaúchos e Sorocaba, na Capitania de São Paulo, pois, naquela época os tropeiros cortavam periodicamente a localidade, através do histórico Caminho das Tropas.
Acredita-se que essa imagem foi encontrada em uma igreja em ruínas que pertencia a uma redução pertencente a Companhia de Jesus, localizada em Pelotas, essa redução foi destruída por ordem do Marquês de Pombal. Essa imagem foi esculpida em jacarandá, mede 51 cm, possui características de arte portuguesa, sendo que há a possibilidade que tenha sido trazida de Portugal. Bernardino se estabeleceu e montou uma casa de negócios, além de construir uma pequena capela para abrigar a imagem, essa capela era de pau-a-pique e coberta de sapé. Nesse local não há mais essas construções e atualmente está construído o Colégio Estadual Jorge Queiroz Netto.
Uma nova imagem do Senhor Menino Deus, entronizada no altar-mor, foi trabalhada em madeira pelo escultor paulista Artur Pederzon em 1955, a imagem possui 61 cm de altura.

### Preparação para construção da capela

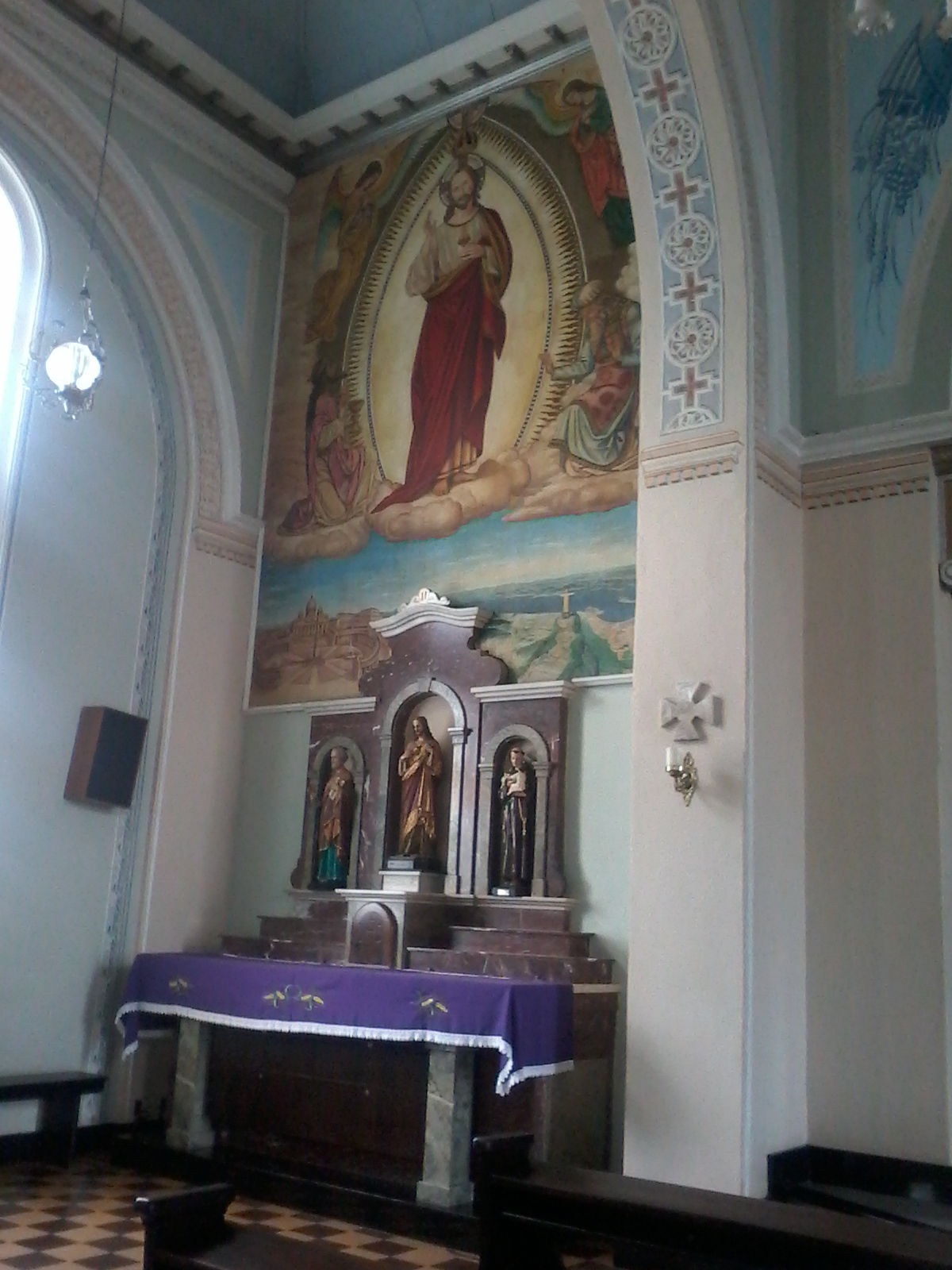
Painel esquerdo

O território onde atualmente se encontra o município de Piraí do Sul tinha poucos habitantes no início do século XIX, havia habitantes da região que faziam parte da Câmara de Vereadores de Castro, entre eles se destacava o tenente Bernardo Moreira Paes, que adquiriu boa parte do terrenos da região. Como a maior parte dos seus filhos estavam no Rio Grande do Sul, o tenente procurou apoio na religião e como possuía boa relação com os moradores vizinhos convidou-os para construírem uma capela. Uma comissão para a construção da capela dedicada ao Senhor Menino Deus, foi formada em 1845.
Foi então adquirido o terreno de Pedro José Pinto e Bernardino Rodrigues de Almeida, fazendo um pedido de licença de construção para a Cúria Diocesana de São Paulo. Nesse período não havia dioceses no território paranaense, todo este território pertencia ao então Bispado de São Paulo. Coube à Cúria Diocesana da Imperial Cidade de Paulicéia a tarefa de organizar e instalar as paróquias paranaenses, juntamente com os decretos do Poder Civil. Essa permissão foi assinada em 11 de maio de 1849:
"Lourenço Justiniano Ferreira, Professor da Ordem de Cristo, Cavaleiro da Ordem da Roza, Chautré da Cathedral desta imperial cidade de São Paulo, Delegado Capellão-mor do Exército, por sua Majestade Imperial e Vigário capitullar pello Illmo e Revmo. Cabido sede vacante etc..etc...etc....
Aos que esta Provizão virem. Saude e Pas para sempre em o Senhor. Fassos saber que atendendo ao que por sua petiçam me representavam os moradores do bairro denominado: A LANÇA - do Termo da Villa de Castro: hei por bem pella presente conceder-lhe a faculdade para que possa fundar Erigir e edificar huma Capella com a Jurisdição, digo com a Innvocação do Menino Deus: com tanto que seja em logar decente, alto, livre de humidade, desviado quanto possa de logares imundos e sordidos, e de cazas particulares: não sendo porém em logar ermo e despovoado, e que na ditta Capella tenha âmbito em roda para poderem andar as Procissões, o qual logar será assignalado pelo muito Rev. Vigário da Vara respectivo. Esta será registrada no Livro Tombo da Matris para o todo tempo constar e depois concluida não se poderá nella selebrar Missa, sem licença para a qual procederá informação do meo signal e sello e da Mesa Capitular. Aos 10 de maio de 1849 e eu Padre Maximimo José Correa da Silva, escrivão ajudante da Camara Capittular a subscrevi. Lourenço Justiniano Ferreira"
—  Permissão escrita com a ortografia da época
A assinatura dessa permissão trouxe conforto moral e religioso para Bernardo Moreira Paes que passava por problemas familiares, como o distanciamento dos filhos e separação de sua mulher. Padre Damaso José Correa, Vigário Colado à Igreja Matriz de Castro escreveu no livro do Tombo a seguinte observação: "que lindo as mais de vinte casas que abrigarão a Igreja estão todas enfeitadas, quem não tinha o que demonstrar em sua frente para chamar atenção pendurou panos o ar é de perfeita alegria. A casa do amigo Bernardo esta acesa dia com tochas para agradecer a Provisão".
A partir da notícia da construção da igreja, foram feitas previsões sobre o desenvolvimento da região e sobre o desenvolvimento de uma futura cidade, sendo que padre Damaso compareceu ao local para confirmar que a capela seria construída em: "lugar alto e decente, com âmbito em roda para andarem em procissões e disso aqui a cidade nascerá". Na Câmara de Castro comentou-se que o local "Desemboca na passagem das tropas, o ponto chave para todas as comunicações, a futura sede do bairro e futura sede da cidade Piraí".

### Construção e desenvolvimento

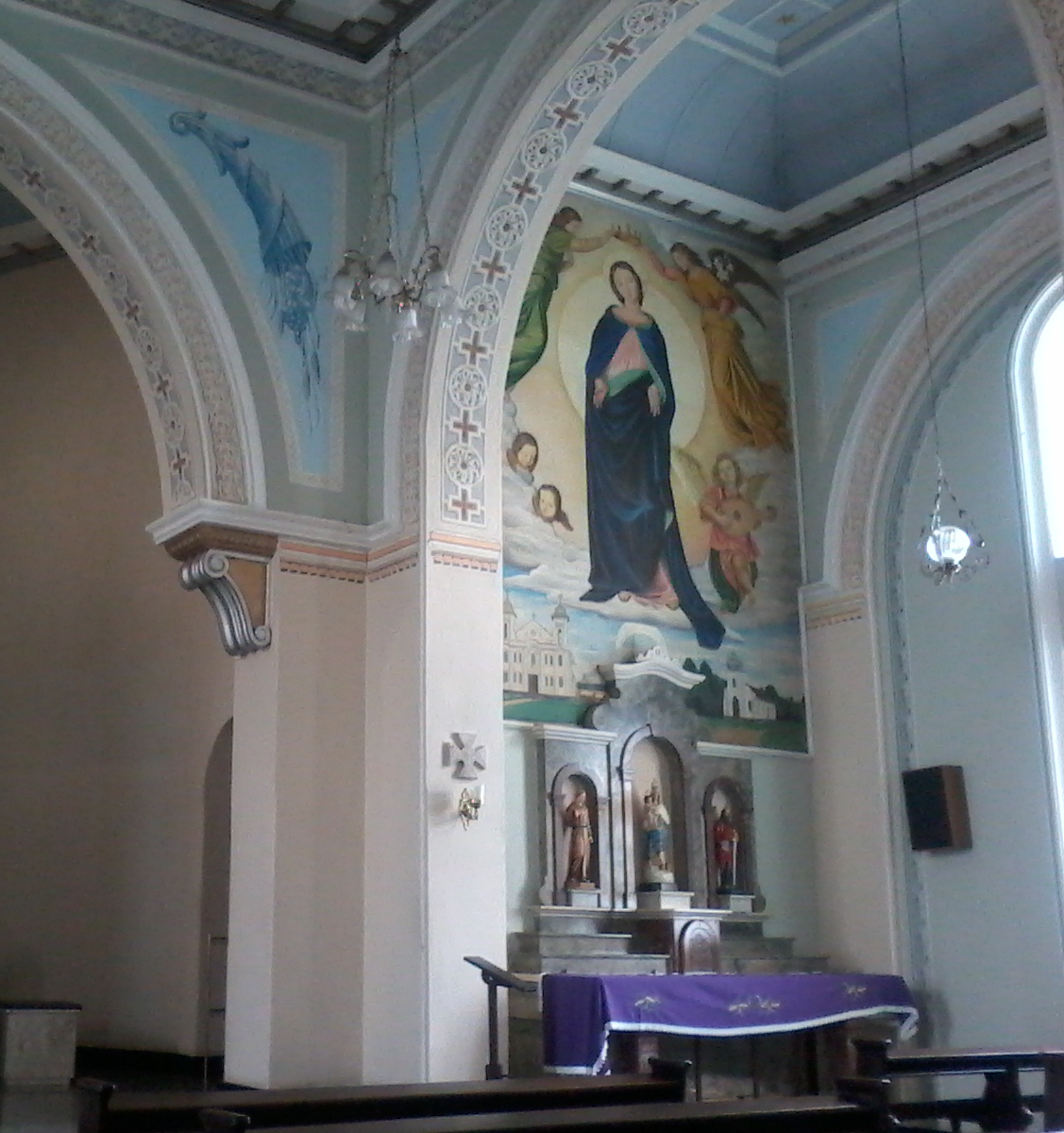
Painel direito

A população local se uniu para a construção dessa capela, apoiada pelo padre Damaso, também era exortada pelo frei Mathias de Gênova, coadjutor da Paróquia de Castro, que também percorria os bairros esmolando para obter recursos para a construção. A construção levou 10 anos para ficar pronta, sendo que a capela foi construída de estuque, ripas de madeira e rebocada de barro de arquitetura simples, sem forro, sem assoalho e cobertura de sapé. Em 4 de fevereiro de 1859, frei Mathias realizou a benção solene da capela, sendo que mesma ocasião também foi elevada a Curato. A imagem do Senhor Menino Deus de Bernardino Rodrigues de Almeida passou a ser abrigada na nova igreja. Em 8 de fevereiro de 1859, foi lavrada no cartório de Castro a doação do terreno para a capela.
Na época a região era denominada de Bairro da Lança, posteriormente em 12 de abril de 1872, através da lei provincial nº 329, o povoado de Lança eleva-se à categoria de freguesia, denominada Pirahy, sob a invocação do Menino Jesus e com território pertencente ao município de Castro, passando localidade a ser denominada de Freguesia do Senhor Menino Deus de Pirahy. No recenseamento de 1873, verificou-se que a nova freguesia possuía a população de 2 115 pessoas, sendo que muitas viviam em condições paupérrimas, sendo que não era possível a região possuir um vigário próprio, tendo por resultado que a freguesia ficou dependente por muitas décadas da Paróquia de Castro. Na crônica do Livro do Tombo ficou registrado: "A criação desta Freguesia tinha por origem não o melhoramento do estado espiritual da população, mas puramente a política". O Bispado de São Paulo, instituiu canonicamente a Paróquia de Piraí do Sul.
Através da lei provincial nº 631, de 5 de março de 1881, a freguesia foi elevada à condição de vila, ao que foi criada a Câmara da vila, que foi instalada no átrio da Igreja Matriz, pois não tinha local próprio para as reuniões. Desta forma a igreja serviu por 10 anos como prédio da Câmara, onde eram debatidos os assuntos administrativos. Por pressão do padre visitador José Juliani, que não desejava que as reuniões fossem realizadas na igreja, foi arranjado um novo local para a Câmara.

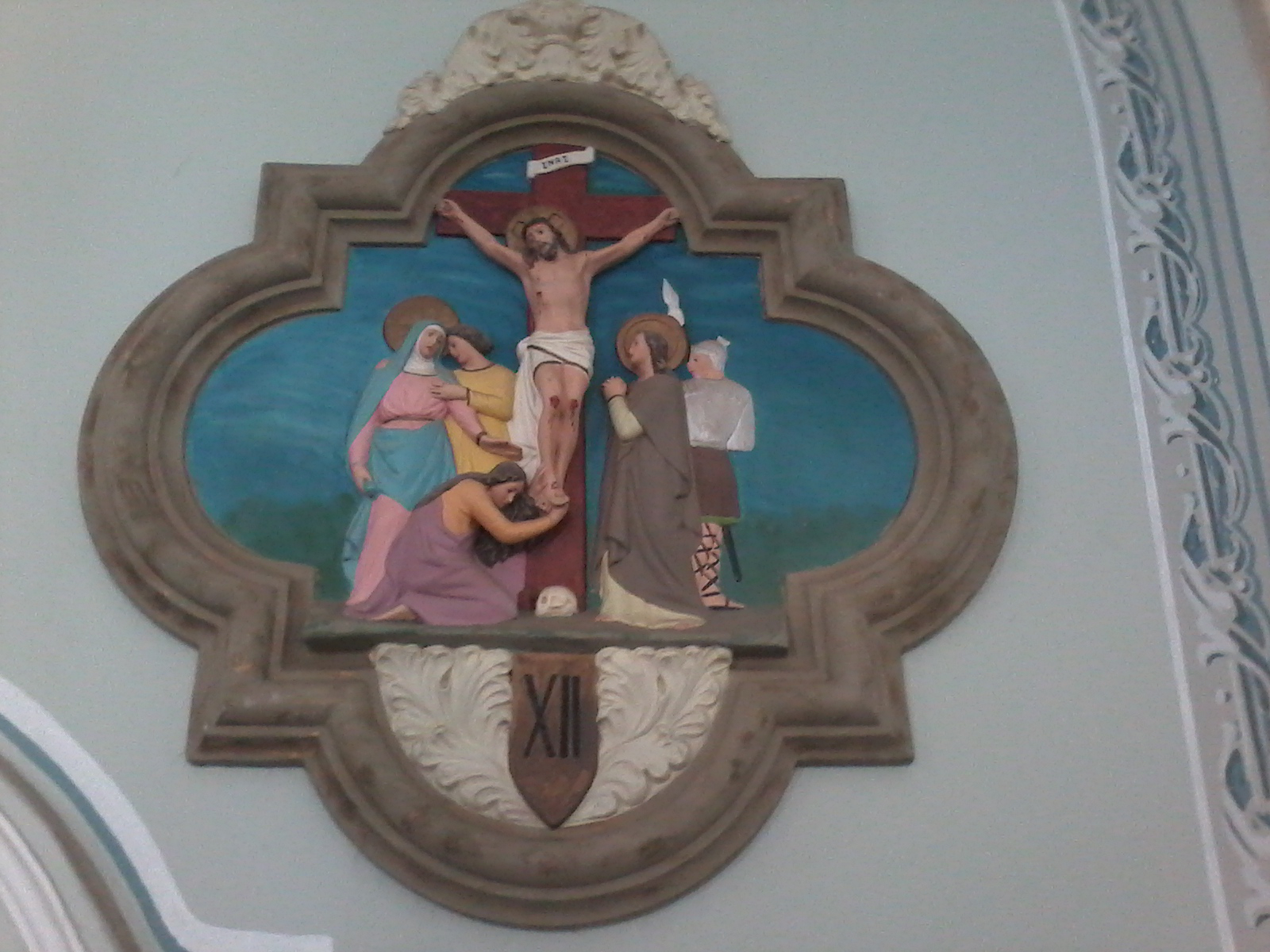
Nas paredes da igreja há vários alto-relevos sobre a crucificação de Jesus

Em 1881, houve uma mudança na igreja, quando foi construído o presbitério, por insistência do cônego Sisenando da Cruz Dias. Esse presbitério foi construído de tijolos, forrado e assoalhado. Posteriormente o novo vigário, padre Casimiro Andrzejewski, descreveu a Matriz, do ano de 1897, da seguinte forma: "A Matriz tinha a cara de uma capela de bairro. Feita de barro, encostada de lado norte por duas vigas para não cair, coberta de telhas sem o forro e com muitas goteiras que faziam o soalho apodrecer, o soalho mole e elástico de velhice. O presbitério era de construção recente, com pouca luz, muito baixo, tal como está presentemente". Posteriormente no mesmo texto o padre continua com notas sobre episódios particulares sobre o povo da região. Sobre a igreja, continuou com suas memórias, afirmando que: "A Igreja do Senhor Menino idealizada por Carvalhais séculos atrás, tentando ser construída por Bernardo Paes, ainda capengava, somente mais tarde padre Ernesto Alberini pelos anos de 1920, aumentou os espaços laterais, sendo continuada ainda pelo seu sucessor Pe. José Kramer que nos idos de 1930 construiu as três naves e o Bispo Diocesano quando de passagem em Piraí do Sul, observou '..defeitos arquitetônicos em seu interior atrapalhando o altar'."
Esse período de pobreza, em que era difícil fazer melhorias na igreja, também impactava na vida dos religiosos. Padre Casimiro relatou que: "...minhas rendas em Piraí muitas vezes nem davam para cobrir as despesas das viagens, mas o fervor religioso do povo impõe frequência". Os habitantes da região cuidavam para tentar manter a igreja, e em 1911 foi feita uma reforma geral no prédio, que estava a ponto de ruir, sendo ampliada a sua entrada. Com o crescimento populacional da cidade, a igreja Matriz não comportava o número de fiéis, e houve a intenção de construir uma nova igreja, mas na gestão do padre Ernesto Alberini, vigário na região a partir do ano de 1930, ficou decidido ampliar a matriz, quando foi ampliado o corpo da igreja, alargando e aumentando a parte dos altares laterais e do presbitério. Após a atuação do padre Albertini, a paróquia passou para as mãos padre José Kramer, que iniciou uma nova reforma. O templo passou a ser mais mais amplo, com três naves, e passou a ter as atuais duas torres na fachada. Passados oito anos, a reforma estava em vias de acabamento e o padre Kramer executou a benção solene no primeiro dia de novena do Natal de 1946.
A obra acabou tendo erros de construção e, para corrigi-los, em 1957 foi iniciada uma reforma geral, tendo seu interior pintado pelo artista Emilio Zanon. Internamente também foram pintados painéis pelo Frei Narciso Pollmeier. Com o crescimento populacional a Matriz passou a ter várias capelas filiais, mas para melhorar o atendimento à população católica o padre Guido Hussmann lançou o projeto de construir a Igreja de São José Operário, pois a Matriz não comportava a crescente população piraiense. O padre conseguiu o dinheiro para sua construção através da Caritas da Alemanha e das inúmeras festas criadas com a intenção de arrecadar dinheiro, além da renda gerada pela Festa de Nossa Senhora das Brotas.

## Cultura
Desde 1872, com a elevação do território piraiense a Freguesia, pelo presidente da Província do Paraná, ocorre a Festa do Senhor Menino Deus, que pela sua idade é uma das festas mais tradicionais da região. A festa acontece anualmente de 16 a 25 de dezembro; nela ocorrem novenas, procissões, celebrações religiosas católicas e apresentações artísticas. Como a Festa de Nossa Senhora das Brotas é realizada em 27 de dezembro, no mês dezembro são realizadas duas festividades para seus padroeiros, sendo que ambos possuem suas histórias ligadas ao tropeirismo. Ambos os eventos contam com o apoio da Secretária de Estado do Turismo e do programa denominado Paraná Turismo.
Pela proximidade das datas entre as duas festas, toda a estrutura da Festa do Senhor Menino Deus sai do entorno da Igreja Matriz e é montada nos arredores do Santuário de Nossa Senhora das Brotas. Outro momento importante das festividades é a procissão que sai da Igreja Matriz, às 9 horas do dia 27 de dezembro, em direção ao Santuário.